# Midnight Confusion
Singles de Especia
YA • ME • ME! / Adventure wa Gin-iro ni
(8 janvier 2014)
Midnight Confusion (ミッドナイトConfusion) est le 1er single du groupe japonais Especia sorti en 2013.

## Détails du single
Après deux mini albums, le groupe sort son tout premier single le 11 septembre 2013 sur le label indépendant Tsubasa Records en deux éditions : régulière (CD) et limitée (CD et DVD en supplément). Le single atteint la  49e place du classement hebdomadaire des ventes de l'Oricon et s'y maintient pendant deux semaines.
Le CD contient au 10 pistes : dont 3 chansons comme chanson-titre et des chansons inédites en face B intitulées X • O et Umibe no Satie ainsi que leurs versions instrumentales et acappella (notamment une version remixée de la chanson Umibe no Satie). L’édition limitée inclut un DVD bonus contenant la vidéo du concert organisé à l’occasion du 1er anniversaire des Especia intitulé Viva Discoteca Especia et s’étant déroulé le 26 mai 2013 au Umeda Club Quattro à Osaka.
Un disque vinyle, issu du single, est mise en vente un mois plus tard le 15 octobre 2013. Il contient et la chanson originale Midnight Confusion et la chanson Umibe no Satie dans sa version remixée de l'édition régulière ainsi que sous une nouvelle version.
La chanson-titre et la chanson Umibe no Satie figureront l'année suivante sous de nouvelles versions sur le premier album studio du groupe GUSTO en mai 2014.

## Membres
Membres crédités sur l'album : 
- Haruka Tominaga (leader)
- Chika Sannomiya
- Chihiro Mise
- Akane Sugimoto
- Monari Wakita
- Erika Mori

## Listes des titres
| CD    | CD                                         | CD    | CD | CD | CD | CD | CD | CD | CD |
| No    | Titre                                      | Durée |    |    |    |    |    |    |    |
| ----- | ------------------------------------------ | ----- | -- | -- | -- | -- | -- | -- | -- |
| 1.    | Midnight Confusion (ミッドナイトConfusion) | 4:46  |    |    |    |    |    |    |    |
| 2.    | X・O                                       | 4:14  |    |    |    |    |    |    |    |
| 3.    | Umibe no Satie (海辺のサティ)              | 4:23  |    |    |    |    |    |    |    |
| 4.    | Umibe no Satie (Greeen Linez Remix)        | 5:11  |    |    |    |    |    |    |    |
| 5.    | Midnight Confusion (Instrumental)          | 4:46  |    |    |    |    |    |    |    |
| 6.    | X・O (Instrumental)                        | 4:14  |    |    |    |    |    |    |    |
| 7.    | Umibe no Satie (Instrumental)              | 4:31  |    |    |    |    |    |    |    |
| 8.    | Midnight Confusion (Acappella)             | 3:58  |    |    |    |    |    |    |    |
| 9.    | X・O (Acappella)                           | 3:40  |    |    |    |    |    |    |    |
| 10.   | Umibe no Satie (Acappella)                 | 3:59  |    |    |    |    |    |    |    |
| 41:42 |                                            |       |    |    |    |    |    |    |    |

| 1. | 1st Anniversary Live 「Viva Discoteca Especia」2013年05月26日@Umeda Club Quattro |  |

| Vinyle | Vinyle                                             | Vinyle | Vinyle | Vinyle | Vinyle | Vinyle | Vinyle | Vinyle | Vinyle |
| No     | Titre                                              | Durée  |        |        |        |        |        |        |        |
| ------ | -------------------------------------------------- | ------ | ------ | ------ | ------ | ------ | ------ | ------ | ------ |
| 1.     | Midnight Confusion (ミッドナイトConfusion)         | 4:46   |        |        |        |        |        |        |        |
| 2.     | Umibe no Satie (Greeen Linez Remix) (海辺のサティ) | 5:11   |        |        |        |        |        |        |        |
| 3.     | Umibe no Satie (Vaxation Edit) (海辺のサティ)      | 10:21  |        |        |        |        |        |        |        |
| 19:78  |                                                    |        |        |        |        |        |        |        |        |